# Merremia verruculosa
Merremia verruculosa là một loài thực vật có hoa trong họ Bìm bìm. Loài này được S.Y. Liu mô tả khoa học đầu tiên năm 1987.